# Tom Fairley
Thomas Fairley (sinh ngày 12 tháng 10 năm 1932) là một cầu thủ bóng đá người Anh thi đấu ở vị trí thủ môn cho Sunderland.